# Gravity's Rainbow
Albums de Pat Benatar
True Love
(1991) Innamorata
(1997)
Singles
1. Everybody Lay Down
Sortie : Juin 1993
2. Somebody's Baby
Sortie : 5 juillet 1993

Gravity's Rainbow est le 9e album studio de Pat Benatar, sorti en 1993 via Chrysalis Records,,.

## Liste des titres
1. Pictures of a Gone World – 0:41
2. Everybody Lay Down – 4:25
3. Somebody's Baby – 4:24
4. Ties That Bind – 3:36
5. You & I – 4:24
6. Disconnected – 3:43
7. Crazy – 4:24
8. Every Time I Fall Back – 5:02
9. Sanctuary – 3:52
10. Rise – 3:03
11. Kingdom Key – 4:22
12. Tradin' Down – 3:31